# Заветленинская
Заветле́нинская (ранее Алкалы́-Дере́; укр. Завітленінська, крымскотат. Alqalı Dere, Алкъалы Дере) — маловодная балка (река) в степном Крыму, на севере Джанкойского района. Длина 10,0 (11,0) километров, площадь водосборного бассейна 166,0 км². По номенклатуре Северо-Крымского канала Заветленинская — главный коллектор № 3 (ГК-3) длиной 11,0 километра, в том числе по руслу реки 10,0 километра; площадь дренажной сети 4851 гектар. Начало водотока на современных картах обозначено у села Марьино, на более ранних — юго-западнее Калиновки (на карте Мухина 1817 года — вообще в районе села Тогунчи), проходит по территории Джанкойского района в северо-восточном направлении. Впадает в болотистый залив Сиваша у села Мелководное, ложе балки состоит из аллювиальных (пойменных) суглинков и супесей, сверху покрытых лугово-каштановыми солонцеватыми почвами и их сочетаниями с лугово-степными солонцами.
На реке создано несколько водохранилищ объёмом около 23 тыс. м³, вдоль русла созданы прибрежные защитные полосы шириной до 25 м площадью 50 гектаров. Водоохранная зона балки установлена в 50 м.